# Kedungpoh (Loano)
Kedungpoh is een bestuurslaag in het regentschap Purworejo van de provincie Midden-Java, Indonesië. Kedungpoh telt 1891 inwoners (volkstelling 2010).